# Evangelische Kirche (Niederwald)

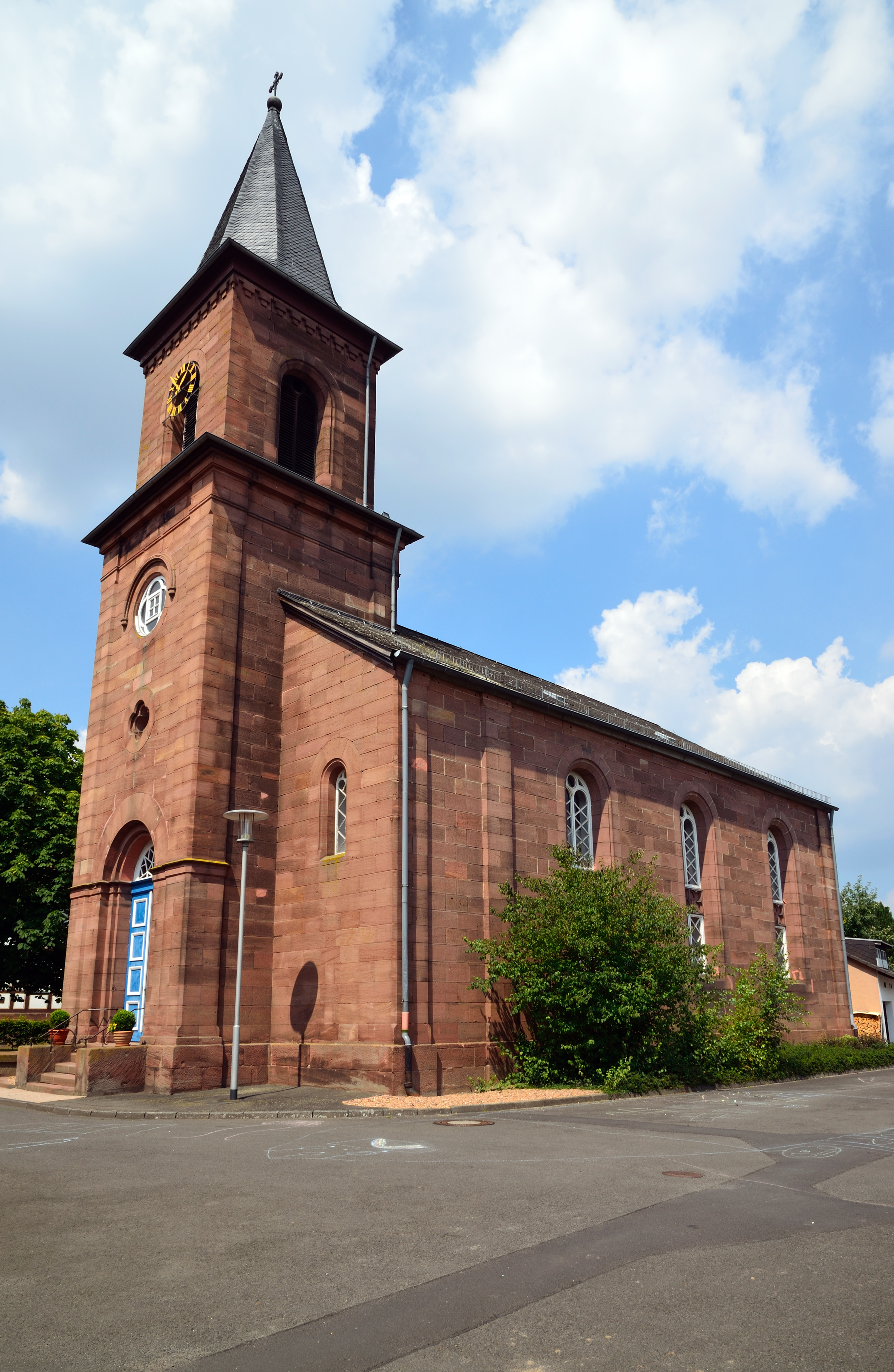
Evangelische Kirche in Niederwald

Die evangelische Kirche Niederwald ist ein denkmalgeschütztes Kirchengebäude im Ortsteil Niederwald der Gemeinde Kirchhain im Landkreis Marburg-Biedenkopf in Hessen. Die Kirche gehört zur Kirchengemeinde Langenstein-Niederwald im Kirchenkreis Kirchhain im Sprengel Marburg in der Evangelischen Kirche von Kurhessen-Waldeck.

## Beschreibung
Die Saalkirche wurde nach einem Entwurf von Heinrich Ludwig Regenbogen 1848–52 im Rundbogenstil aus Quadermauerwerk erbaut. Der quadratische, mit einem achtseitigen, schiefergedeckten, spitzen Helm bedeckte Kirchturm ist in das mit einem Satteldach bedeckte Kirchenschiff halb eingezogen. Das zurückgesetzte oberste Geschoss des Turms beherbergt die Turmuhr und den Glockenstuhl, in dem zwei Kirchenglocken hängen. Ein apsisförmiger Anbau dient als Sakristei und Zugang zum Kanzelaltar. Das Portal befindet sich an der Frontseite des Turms.
Zur Kirchenausstattung gehört ein gotisches Taufbecken. Die mit Akroterien geschmückte Orgel auf der Empore direkt über dem Eingangsbereich hat sieben Register auf einem Manual und Pedal, sie wurde 1907 von der Förster & Nicolaus Orgelbau gebaut.